# Ried im Zillertal
Ried im Zillertal é um município da Áustria, situado no distrito de Schwaz, no estado do Tirol. Tem 9,47 km² de área e sua população em 2019 foi estimada em 1.279 habitantes.